# Курт, Владимир Гдалевич
Влади́мир Гда́левич Курт (род. 6 января 1933 года, Москва, РСФСР, СССР) — советский и российский астрофизик, лауреат премии имени А. А. Фридмана (2020).

## Биография
Родился 6 января 1933 года в Москве, в семья сотрудника Наркомата химической промышленности Гдаля Моисеевича Курта (1905—?), уроженца Бердичева; мать была педагогом по дошкольному воспитанию детей. Племянник актёра Аркадия Цинмана.
В начале Великой Отечественной войны семья эвакуировалась в Горький; отец работал директором строительства химического комбината в посёлке Губаха, а позже был призван на фронт, полковник, служил в первом отдельном трофейном управлении Белорусского фронта. Единственный брат отца, военинженер 3-го ранга Несанель Моисеевич Курт (1910—1941), погиб в боях под Белостоком.
В 1955 году — окончил механико-математический факультет МГУ. В 1961 году — защитил кандидатскую тема диссертацию: «Определение плотности земной атмосферы на высоте 430 км методом диффузии паров натрия». В 1968 году — докторскую диссертацию, тема: «Исследования ультрафиолетового излучения в атмосферах Земли, Венеры, Марса и в межпланетном пространстве».
С 1955 года — работает в МГУ, с 1972 года по настоящее время — профессор кафедры астрофизики/астрофизики и звёздной астрономии физического факультета.
С 1961 по 1967 годы — старший научный сотрудник отдела радиоастрономии ГАИШ (1961—1967).

## Семья
Сестра — астрофизик Виктория Гдальевна Курт (род. 1939), старший научный сотрудник лаборатории космофизических исследований НИИ ядерной физики имени Д. В. Скобельцына.

## Научная деятельность
Область научных интересов: исследования солнечной короны и хромосферы.
Участвовал в разработке (совместно с П. В. Щегловым, В. Ф. Есиповым) методики наблюдений с точным определением координат «Спутника-1» с временно́й привязкой, что позволило получить важные научные данные.
Ведёт работы в областях ультрафиолетовой астрономии, рентгеновской и гамма-астрономии, космологии, физики планет Солнечной системы.
Читает лекции по космологии ранней Вселенной.

### Основные труды
- «Рекомбинация водорода в горячей модели Вселенной» (соавт., 1968)
- «Ультрафиолетовое излучение Венеры в области длин волн 300—1657 A по данным „Венеры-11“ и „Венеры-12“» (1979)
- «Физика космоса» (соавт., 1981)
- «Атомы гелия в межзвёздной и межпланетной среде I» (соавт., 1982)
- «Атомы гелия в межзвёздной и межпланетной среде II» (соавт., 1983)
- «Атомы гелия в межзвёздной и межпланетной среде III» (соавт., 1984).

## Награды
- Орден Трудового Красного Знамени (1975)
- Государственная премия СССР (1984) — за участие в создании станции «Астрон»
- Премия имени М. В. Ломоносова (1968) — за «Исследование ультрафиолетового излучения с борта АМС „Венера-4“»
- Заслуженный деятель науки Российской Федерации (1999)[8]
- Премия имени А. А. Фридмана (2020) — за цикл работ «Рекомбинация водорода в горячей модели Вселенной»